# Curt Adam
Franz Otto Christoph Curt Adam (* 11. Mai 1875 in Berlin; † 9. Januar 1941 ebenda) war ein deutscher Ophthalmologe.

## Leben
Curt Adam war Sohn des Kaufmanns Franz Adam und der Ottilie geborene Schlawitz. Er studierte Medizin an der Philipps-Universität Marburg und wurde 1896 im Corps Hasso-Nassovia recipiert. Als Inaktiver wechselte er an die Friedrich-Wilhelms-Universität zu Berlin und die Albert-Ludwigs-Universität Freiburg. 1903 wurde er in Berlin promoviert. Er habilitierte sich 1910 und war danach als Privatdozent der Augenheilkunde an der Berliner Universität tätig.

Grab von Curt Adam in Berlin-Kreuzberg

1914 wurde er in Nachfolge von Robert Kutner Chefredakteur der Zeitschrift für ärztliche Fortbildung, Er war Generalsekretär des Reichsausschusses für das ärztliche Fortbildungswesen und Direktor des Kaiserin-Friedrich-Hauses für das ärztliche Fortbildungswesen in Preußen. Als Mitarbeiter war er am Lexikon der gesamten Therapie beteiligt.
In Erinnerung an Adam wurde über Jahrzehnte der Curt-Adam-Preis für hervorragende ärztliche Fortbildungsarbeiten von der Kongressgesellschaft für ärztliche Fortbildung, Berlin, verliehen.
Curt Adam starb 1941 im Alter von 65 Jahren im Paul-Gerhardt-Stift in Berlin. Als Todesursache wird in der Sterbeurkunde Schlaganfall, Herzleiden, Lues und Nephrose angegeben. Er war nicht verheiratet. Zuletzt lebte er in der Händelallee 8 im Hansaviertel. Sein Grab befindet sich auf dem Friedhof III der Jerusalems- und Neuen Kirche in Berlin-Kreuzberg. An der Vorderseite der Grabstele ist ein Relieftondo mit dem Porträt des Toten im Profil herausgearbeitet.

## Publikationen
- Therapeutisches Taschenbuch für die Augenpraxis. Urban & Schwarzenberg, Berlin 1910.
- Das ärztliche Fortbildungswesen in Deutschland: Hygiene-Organisation d. Völkerbundes; Internat. Studienreise nebst Fortbildungsvorträgen f. ausländ. Medizinalbeamte. Reichsdruckerei, Berlin 1927.
- Führer durch das medizinische Berlin 1938. Im Auftrage der Berliner Akademie für ärztliche Fortbildung herausgegeben. Waibel, Berlin 1938.